# 1. HRL za žene 2001./02.
Prvu hrvatsku rukometnu ligu za žene za sezonu 2001./02. je deseti put zaredom osvojila ekipa Podravka Vegeta iz Koprivnice.

## Sustav natjecanja
U prvenstvu je sudjelovalo 11 klubova (tijekom sezone je istupila momčad Zvečevo iz Požege. U prvom dijelu prvenstva je igrano dvostrukim liga-sustavoma (22 kola, 18 utakmica po momčadi), te su se potom prvih osam ekipa plasiralo u doigravanje za prvaka koje se odvijalo kup-sustavom.

## Ljestvica i rezultati doigravanja

### Ljestvica
| poz. | klub                        | ut                                             | pob                                            | rem                                            | por                                            | golovi                                         | bod                                            | 2. dio sezone                                  |
| ---- | --------------------------- | ---------------------------------------------- | ---------------------------------------------- | ---------------------------------------------- | ---------------------------------------------- | ---------------------------------------------- | ---------------------------------------------- | ---------------------------------------------- |
| 1.   | Podravka Vegeta Koprivnica  | 18                                             | 17                                             | 0                                              | 1                                              | 573:358                                        | 34                                             | doigravanje za prvaka                          |
| 2.   | Sonic Osijek                | 18                                             | 13                                             | 1                                              | 4                                              | 437:354                                        | 27                                             | doigravanje za prvaka                          |
| 3.   | Split Kaltenberg            | 18                                             | 10                                             | 1                                              | 7                                              | 453:416                                        | 21                                             | doigravanje za prvaka                          |
| 4.   | Koka Varaždin               | 18                                             | 9                                              | 2                                              | 7                                              | 419:381                                        | 20                                             | doigravanje za prvaka                          |
| 5.   | Trešnjevka Zagreb           | 18                                             | 10                                             | 0                                              | 8                                              | 441:427                                        | 20                                             | doigravanje za prvaka                          |
| 6.   | Lokomotiva Zagreb           | 18                                             | 9                                              | 1                                              | 8                                              | 445:392                                        | 19                                             | doigravanje za prvaka                          |
| 7.   | TVIN Trgocentar Virovitica  | 18                                             | 9                                              | 1                                              | 8                                              | 469:472                                        | 19                                             | doigravanje za prvaka                          |
| 8.   | Zamet Rijeka                | 18                                             | 6                                              | 1                                              | 11                                             | 383:444                                        | 13                                             | doigravanje za prvaka                          |
| 9.   | Hrvatski dragovoljac Zagreb | 18                                             | 2                                              | 1                                              | 15                                             | 384:564                                        | 5                                              |                                                |
| 10.  | Sesvete                     | 18                                             | 0                                              | 2                                              | 16                                             | 337:521                                        | 2                                              |                                                |
|      | Zvečevo Požega              | odustali tijekom sezone, svi rezultati brisani | odustali tijekom sezone, svi rezultati brisani | odustali tijekom sezone, svi rezultati brisani | odustali tijekom sezone, svi rezultati brisani | odustali tijekom sezone, svi rezultati brisani | odustali tijekom sezone, svi rezultati brisani | odustali tijekom sezone, svi rezultati brisani |

### Doigravanje za prvaka
|                               | 1.klub                     | 2.klub                     | rezultati     |
| ----------------------------- | -------------------------- | -------------------------- | ------------- |
| četvrtzavršnica               | TVIN Trgocentar Virovitica | Sonic Osijek               | 17:21*, 17:24 |
| četvrtzavršnica               | Zamet Rijeka               | Podravka Vegeta Koprivnica | 17:24*, 19:20 |
| četvrtzavršnica               | Lokomotiva Zagreb          | Split Kaltenberg           | 24:20*, 23:20 |
| četvrtzavršnica               | Koka Varaždin              | Trešnjevka Zagreb          | 27:23*, 20:20 |
| poluzavršnica                 | Koka Varaždin              | Podravka Vegeta Koprivnica | 16:23*, 16:18 |
| poluzavršnica                 | Lokomotiva Zagreb          | Sonic Osijek               | 25:18*, 19:19 |
| završnica                     | Lokomotiva Zagreb          | Podravka Vegeta Koprivnica | 26:28*, 21:30 |
|                               |                            |                            |               |
| * - domaća utakmica za 1.klub |                            |                            |               |

## Poveznice
- 2. HRL 2001./02.
- 3. HRL 2001./02.
- Hrvatski kup 2001./02.